# Brandon Saad
Brandon Saad (* 27. Oktober 1992 in Pittsburgh, Pennsylvania) ist ein US-amerikanischer Eishockeyspieler syrischer Abstammung, der seit Januar 2025 bei den Vegas Golden Knights aus der National Hockey League (NHL) unter Vertrag steht. Der linke Flügelspieler wurde beim NHL Entry Draft 2011 von den Chicago Blackhawks in der zweiten Runde an 43. Position ausgewählt und gewann mit der Mannschaft in den Playoffs 2013 und 2015 den Stanley Cup. Zudem war er bereits für die Columbus Blue Jackets, Colorado Avalanche und St. Louis Blues in der NHL aktiv. Auf internationalem Niveau gewann Saad mit der U18-Nationalmannschaft seines Landes die Goldmedaille bei der U18-Weltmeisterschaft 2010.

## Karriere

### Jugend
Brandon Saad, der in Gibsonia aufwuchs, begann in seiner Geburtsstadt bei den Pittsburgh Hornets mit dem Eishockeyspielen. Dort gelangen ihm 94 Scorerpunkte in insgesamt 76 Spielen in der Midwest Elite Hockey League. 2008 kam er über die OHL Priority Selection zu den Saginaw Spirit aus der Ontario Hockey League. Diese jedoch gaben ihn vorerst an die Mahoning Valley Phantoms aus der North American Hockey League ab. In der Saison 2008/09 absolvierte er 47 Spiele für die Phantoms, in denen er 47 Scorerpunkte erzielte. Durch diese Leistung wurde er zum NAHL Rookie of the Year gekürt. Gleichzeitig stand er für die U17 des USA Hockey National Team Development Program, ein Förderprogramm für Nachwuchsspieler unter 18 Jahren, auf dem Eis. Dort gelangen ihm in sieben Spielen sechs Tore und fünf Vorlagen. Bei der World U-17 Hockey Challenge 2009 gewann er die Bronzemedaille und wurde ins All-Star-Team des Turniers gewählt.
In der Folgesaison wechselte Saad endgültig in das Nachwuchsprogramm und spielte dort ein Jahr lang für die U18. Diese nahm am Spielbetrieb der United States Hockey League teil, in der er in 24 Spielen auf 24 Scorerpunkte kam und damit bester Schütze und bester Vorbereiter seines Teams wurde. Zudem nahm er mit der Mannschaft in diesem Jahr an der U18-Weltmeisterschaft in Belarus teil und gewann dort die Goldmedaille. Zur Spielzeit 2010/11 kehrte er schließlich zu den Saginaw Spirit zurück und spielte mit dem Team in der Ontario Hockey League. In Hinblick auf den NHL Entry Draft 2011 wurde er zum Jahreswechsel (midterm rank) an Position acht eingeschätzt, während er in der endgültigen Einschätzung auf Platz 19 lag. Damit durfte er am CHL Top Prospects Game teilnehmen, das er mit dem Team Orr 7:1 gewann. Im Entry Draft wurde er dann von den Chicago Blackhawks an 43. Position in der zweiten Runde ausgewählt.

### Chicago Blackhawks

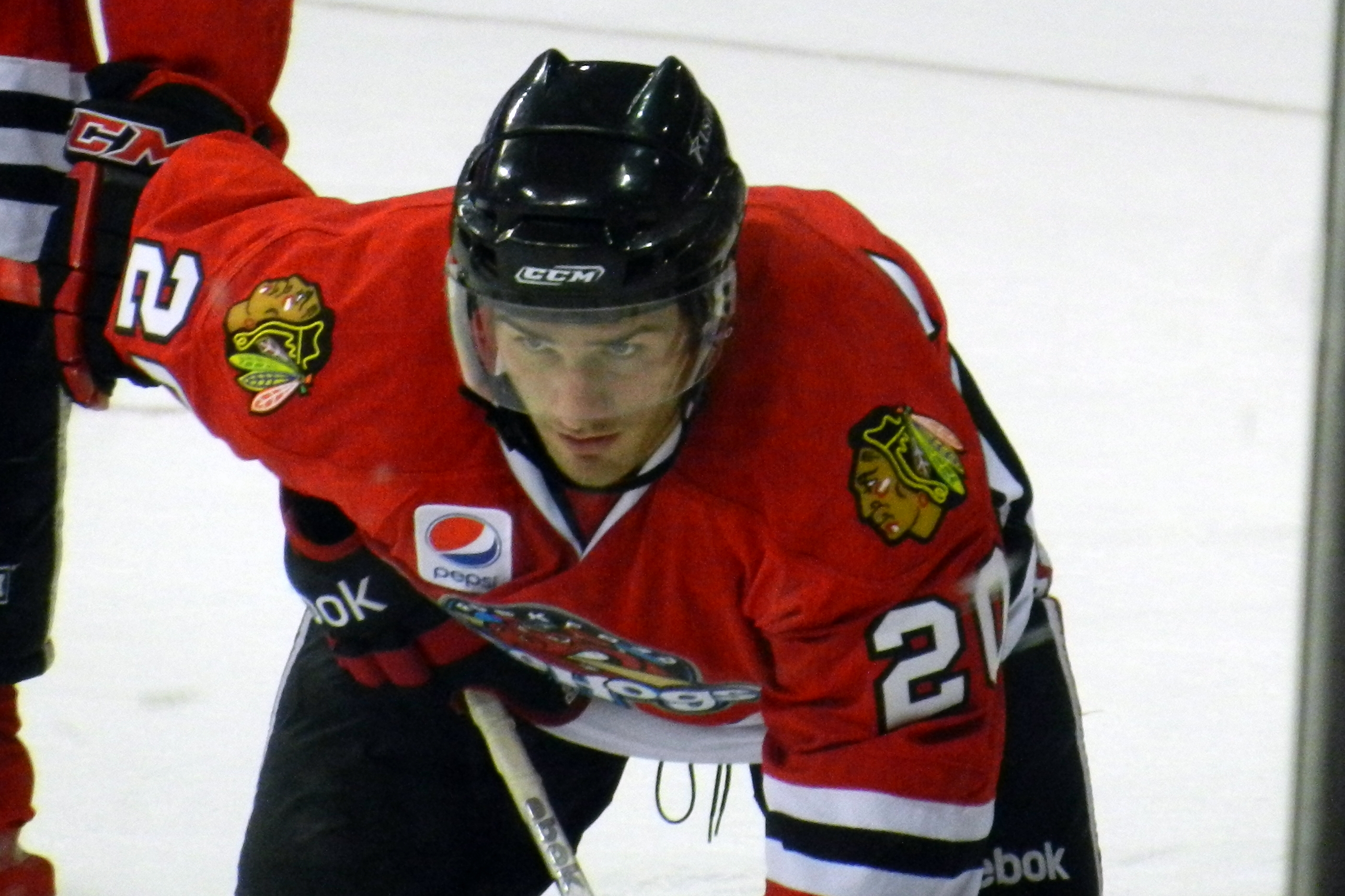
Saad im Trikot der Rockford IceHogs (2012).

Nach der Vorbereitung auf die Saison 2011/12 unterzeichnete er im Oktober 2011 einen auf drei Jahre beschränkten Entry Level Contract bei den Hawks, der ihm ein Jahresgehalt von 700.000 US-Dollar einbrachte. Im anschließenden Auswärtssieg gegen die Dallas Stars (2:1) gab Saad sein NHL-Debüt und stand beim Rückspiel einen Tag später (5:2-Sieg) ebenfalls auf dem Eis. Dadurch war er mit Position 43 der niedrigste Draft-Pick seit Lasse Kukkonen (151. Position; Saison 2003/04), der im Draftjahr sein Debüt für die Blackhawks gibt. Bereits eine Woche später wurde er für den Rest der Saison wieder an die Saginaw Spirit abgegeben, um weiter Spielpraxis zu sammeln. Mit der U20 nahm er während der Saison an der U20-Weltmeisterschaft im eigenen Land teil und erreichte dort den siebten Platz. Ab Januar 2012 war er zudem Mannschaftskapitän des Teams und wurde zum Ende der Saison mit der William Hanley Trophy als sportlich fairster Spieler der OHL ausgezeichnet. Nach 44 Spielen und 76 Scorerpunkten in der OHL verbuchte Saad den Bestwert von 1,73 Punkten pro Spiel, wurde ins OHL First All-Star-Team gewählt und im April 2012 für die folgenden Play-offs zu den Blackhawks zurückgerufen. In der Folge kam er zu zwei Einsätzen im Conference-Viertelfinale gegen die Phoenix Coyotes, wobei er in zweiterem seinen ersten Assist verbuchen konnte; dennoch scheiterte die Mannschaft mit 2:4 an den Coyotes.
Aufgrund des Lockouts in der beginnenden Spielzeit 2012/13 wurde Saad mit einer Reihe weiterer Spieler zum Farmteam, den Rockford IceHogs, in die American Hockey League transferiert. Nach 31 Spielen für die IceHogs wurde er für den Rest der durch den Lockout verkürzten Saison in den Kader der Hawks berufen. Fortan kam Saad regelmäßig zum Einsatz und erzielte am 5. April 2013 gegen die San Jose Sharks sein erstes NHL-Tor. Zugleich wurde er damit zum ersten Spieler der Mahoning Valley Phantoms, dem ein NHL-Tor gelang. Mit seinem Unterzahltor zum 2:1-Endstand im Spiel gegen die Sharks am 22. Februar hatte er maßgeblichen Anteil daran, dass die Blackhawks den Rekord für die meisten Spiele mit Punktgewinn seit Saisonbeginn brachen. Diesen hielten seit der Saison 2006/07 die Anaheim Ducks mit 16 Spielen, wobei die Blackhawks die Serie nach dem 17. Spiel gegen die Sharks um weitere sieben Spiele ausdehnen konnten; erst im 25. Spiel nach Saisonbeginn scheiterte man in der regulären Spielzeit an der Colorado Avalanche.
Zum Ende der regulären Saison sicherte sich das Team die Presidents’ Trophy für die meisten Punkte. In den anschließenden Play-offs setzten sich die Blackhawks im Finale mit 4:2 gegen die Boston Bruins durch, sodass Saad in seiner ersten NHL-Saison direkt den Stanley Cup gewann. Zudem erzielte er im ersten Finalspiel gegen die Bruins sein erstes Play-off-Tor. Insgesamt kam er zu 69 Einsätzen in der Spielzeit, davon 23 in den Play-offs. Zudem wurde Saad am 6. Mai neben Brendan Gallagher und Jonathan Huberdeau für die Calder Memorial Trophy nominiert, die jedoch letzterer erhielt. Den Stanley-Cup-Gewinn konnte Saad mit den Blackhawks in der Saison 2014/15 wiederholen.

### Columbus, Chicago und Colorado
Am 30. Juni 2015, wenige Wochen nach dem zweiten Gewinn des Stanley Cups, wurde Saad zu den Columbus Blue Jackets transferiert. Zudem gaben die Blackhawks die Nachwuchsspieler Alex Broadhurst und Michael Paliotta an die Blue Jackets ab, die ihrerseits die vier Spieler Artjom Anissimow, Marko Daňo, Corey Tropp und Jeremy Morin sowie ein Viertrunden-Wahlrecht für den NHL Entry Draft 2016 nach Chicago schickten. Im Januar 2016 vertrat er die Blue Jackets beim NHL All-Star Game 2016, ehe er in der anschließenden off-season mit dem Team Nordamerika, einer Auswahl aus U23-Spielern Kanadas und der USA, am World Cup of Hockey 2016 teilnahm.
Im Juni 2017 kehrte der Angreifer im Rahmen eines größeren Tauschgeschäftes zu den Blackhawks zurück. Dabei sandten ihn die Blue Jackets samt Anton Forsberg sowie einem Fünftrunden-Wahlrecht für den NHL Entry Draft 2018 nach Chicago und erhielten im Gegenzug Artemi Panarin, Tyler Motte sowie ein Sechstrunden-Wahlrecht für den NHL Entry Draft 2017. Nach weiteren drei Jahren in der „Windy City“ wurde er im Oktober 2020 samt Dennis Gilbert zur Colorado Avalanche transferiert, während Nikita Sadorow und Anton Lindholm zu den Blackhawks wechselten.

### St. Louis und Las Vegas
Nach einer Saison bei der Avalanche schloss sich Saad im Juli 2021 als Free Agent den St. Louis Blues an. Dort unterzeichnete er einen mit 22,5 Millionen US-Dollar dotierten Fünfjahresvertrag. Im Januar 2025 allerdings einigte man sich im Einvernehmen auf eine vorzeitige Auflösung seines Vertrages. Der abermalige Free Agent erhielt daraufhin einen Vertrag bei den Vegas Golden Knights bis zum Saisonende zu deutlich geringeren Bezügen.

## Erfolge und Auszeichnungen
| - 2009 NAHL Rookie of the Year - 2009 NAHL First All-Star-Team - 2009 NAHL All-Rookie-Team - 2012 OHL First All-Star-Team | - 2013 Stanley-Cup-Gewinn mit den Chicago Blackhawks - 2013 NHL All-Rookie Team - 2015 Stanley-Cup-Gewinn mit den Chicago Blackhawks - 2016 Teilnahme am NHL All-Star Game |

### International
- 2009 Bronzemedaille bei der World U-17 Hockey Challenge
- 2009 All-Star-Team bei der World U-17 Hockey Challenge
- 2010 Goldmedaille bei der U18-Weltmeisterschaft

## Karrierestatistik
Stand: Ende der Saison 2024/25

### International
| Vertrat die USA bei: - World U-17 Hockey Challenge 2009 - U18-Weltmeisterschaft 2010 - U20-Weltmeisterschaft 2012 | Vertrat Team Nordamerika bei: - World Cup of Hockey 2016 |

(Legende zur Spielerstatistik: Sp oder GP = absolvierte Spiele; T oder G = erzielte Tore; V oder A = erzielte Assists; Pkt oder Pts = erzielte Scorerpunkte; SM oder PIM = erhaltene Strafminuten; +/− = Plus/Minus-Bilanz; PP = erzielte Überzahltore; SH = erzielte Unterzahltore; GW = erzielte Siegtore; 1 Play-downs/Relegation; Kursiv: Statistik nicht vollständig)

## Persönliches
Saads Vater ist gebürtiger Syrer. Bis zu seiner Zeit im USA Hockey National Team Development Program spielte er mit seinem Bruder George zusammen, der jedoch nicht über das Collegeniveau hinauskam.